# Drago rosso (ponte)
Il ponte sul fiume Irtyš a Chanty-Mansijsk, conosciuto soprattutto come ponte Drago rosso (in russo Красный Дракон мост?, Krasnyj Drakon most) per via della sua forma e del suo colore, è un ponte autostradale che attraversa il fiume Irtyš presso la città di Chanty-Mansijsk, nella Siberia Occidentale.

## Storia e descrizione
Inaugurato nel settembre 2004, il ponte fa parte della cosiddetta autostrada latitudinale settentrionale, che corre in direzione ovest-est collegando Perm' a Tomsk passando per Serov, Chanty-Mansijsk, Neftejugansk, Surgut e Nižnevartovsk.
Comprendendo le rampe di accesso è lungo complessivamente 1316 metri ed è composto da 14 campate: tre campate di 70 metri ciascuna in riva sinistra, cinque campate al di sopra del fiume con lo schema 94,5 metri, 136,5 metri, 231 metri, 136,5 metri e 94,5 metri, e cinque campata da 70 metri e una campata finale da 49 metri in sponda destra.
Le tre campate centrali sono sorrette da una struttura reticolare in acciaio dalla forma particolare, che sfrutta un sistema combinato di tipo arco-capriata-trave. Questa struttura, dipinta di un colore rosso accesso, ha fatto sì che il ponte sia stato soprannominato Drago rosso.
L'impalcato ospita due corsie destinate al traffico veicolare, una per senso di marcia, con una larghezza complessiva di 11,5 metri, più una corsia di emergenza per ogni senso di marcia lungo il lato esterno. La struttura ad arco è alta 42,7 metri al di sopra dell'impalcato della campata principale e 57,6 metri al di sopra dei supporti. L'impalcato si trova ad oltre 15 metri di altezza rispetto al livello dell'acqua. Ogni giorno il ponte è attraversato da circa 4300 veicoli.
Nel 2020 il ponte è stato sottoposto ad un intervento di restauro durante il quale è stato rifatto il manto stradale, applicato un nuovo rivestimento anticorrosivo all'acciaio e ripristinato il colore rosso acceso della struttura metallica.

## Nella cultura di massa

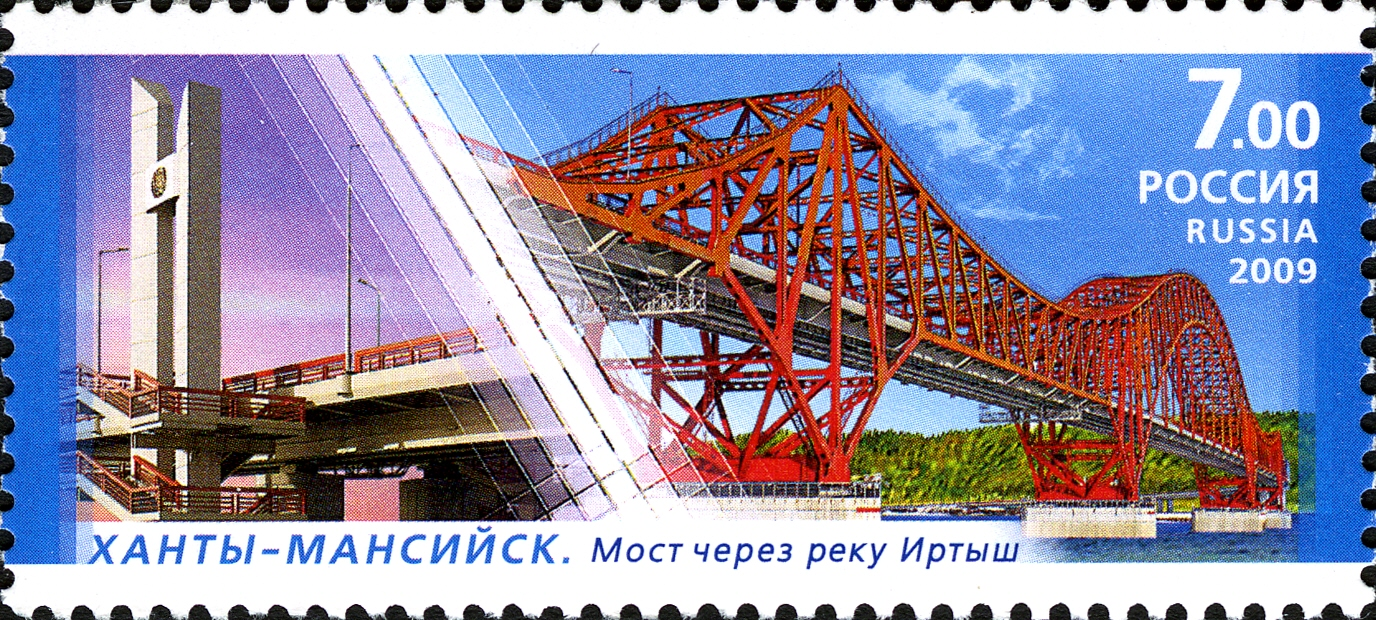
Il francobollo dedicato al ponte

Nel 2009 Počta Rossii, l'azienda di servizi postali della Federazione Russa, ha emesso un francobollo commemorativo raffigurante il ponte.
Nel 2013 attraverso un sondaggio online il ponte si è classificato al secondo posto come ponte più bello della Russia, alle spalle del ponte Muromskij sul fiume Oka presso la città di Murom e davanti al ponte Jugorskij sul fiume Ob' a Surgut.